# 13 декабря
13 декабря — 347-й день года (348-й в високосные годы) по григорианскому календарю.
До конца года остаётся 18 дней.
До 15 октября 1582 года — 13 декабря по юлианскому календарю, с 15 октября 1582 года — 13 декабря по григорианскому календарю.
В XX и XXI веках соответствует 30 ноября по юлианскому календарю.

## Праздники и памятные дни

### Национальные
- Мальта — День республики.

### Религиозные
Православие
- Память апостола Андрея Первозванного (ок. 62);
- память святителя Фрументия, архиепископа Индийского (Эфиопского) (ок. 380);
- память священномученика Иоанна Честнова, пресвитера (1937).

 Другие конфессии
- День Святой Лючии
- День святых Фаддея и Варфоломея в Армении.

### Именины
- Православные: Андрей, Фрументий, Иван.

## События

### До XX века
- 1545 — начало Тридентского собора, считающегося отправной точкой Контрреформации.
- 1642 — голландский мореплаватель Абель Тасман первым из европейцев обнаружил Новую Зеландию[4].
- 1864 — Парагвай объявил войну Бразильской империи. Начало Парагвайской войны.

### XX век
- 1922 — 1-й Закавказский съезд Советов (Баку) преобразовал созданный 12 марта 1922 Федеративный Союз Социалистических Советских Республик Закавказья в единую Закавказскую Социалистическую Федеративную Советскую Республику.
- 1937 — войска Японии захватили китайский город Нанкин. Началась Нанкинская резня, которая длилась 6 недель и в результате которой было убито больше людей, чем при атомных бомбардировках Хиросимы и Нагасаки вместе взятых.
- 1938 — открытие Нойенгамме — наиболее крупного концентрационного лагеря на северо-западе Германии.
- 1939 — прошло первое крупное морское сражение Второй мировой войны — Бой у Ла-Платы. Немецкий тяжёлый крейсер «Адмирал граф Шпее», осуществлявший рейдерские операции, затоплен собственной командой.
- 1941 — сильное наводнение в Уарасе (Перу), вызванное отколовшимся куском ледника, упавшим в озеро Палькакоча. Погибло от 6 до 7 тысяч человек.
- 1943 — Вторая мировая война: резня в Калаврите в Греции, убито до 1500 человек.
- 1967 — в США состоялся успешный запуск космического аппарата «Пионер-8».
- 1974 — Станислав Курилов совершил побег из СССР, спрыгнув с борта лайнера и проплыв около 100 км.
- 1981 — введение военного положения в Польше (отменено 22 июля 1983).
- 1982 — землетрясение в Северном Йемене магнитудой 6.2, около 2800 погибших.
- 1989:
  - нападение на блокпост в Дэрриярде боевиков Временной ИРА, двое убитых;
  - создана Либерально-демократическая партия Советского Союза (ЛДПСС) В. В. Жириновского.
- 1991 — создана Федерация футбола Украины.
- 1994 — катастрофа Jetstream 32 под Роли, 15 погибших.
- 1996 — Кофи Аннан избран генеральным секретарём ООН.

### XXI век
- 2001 — Боевики организаций Лашкар-е-Тайба и Джаиш-е-Мухаммад атаковали Индийский парламент в Дели.
- 2003:
  - в городе Эд-Даур был арестован Саддам Хусейн;
  - в Сальске (Ростовская область) был установлен первый в России памятник деятелю Белого движения генералу Маркову.

## Родились
См. также: Категория:Родившиеся 13 декабря

### До XIX века
- 1533 — Эрик XIV (ум. 1577), король Швеции (1560—1568), из династии Васа.
- 1553 — Генрих IV Великий (убит в 1610), король Наварры (с 1572) и Франции (с 1589), первый король из династии Бурбонов.
- 1684 — Людвиг Хольберг (ум. 1754), норвежско-датский писатель, драматург, философ и историк.
- 1720 — Карло Гоцци (ум. 1806), итальянский писатель и драматург.
- 1780:
  - Иоганн Вольфганг Дёберейнер (ум. 1849), немецкий химик;
  - граф Карл Нессельроде (ум. 1862), министр иностранных дел Российской империи (1822—1856), канцлер (с 1844).
- 1797 — Генрих Гейне (ум. 1856), немецкий поэт, публицист, критик.

### XIX век
- 1816 — Вернер фон Сименс (ум. 1892), немецкий инженер, изобретатель, учёный, промышленник, основатель фирмы «Siemens».
- 1823 — Жюль Луи Леваль (ум. 1908), французский генерал, военный министр Франции, военный теоретик и писатель[5].
- 1827 — Джироламо Индуно (ум. 1890), итальянский живописец.
- 1839 — Пётр Баллод (ум. 1918), русский врач, философ, революционер.
- 1846 — Николай Ярошенко (ум. 1898), русский художник-передвижник.
- 1862 — Максим Винавер (ум. 1926), русский юрист и политический деятель, адвокат, член I Государственной думы, один из лидеров Конституционно-демократической партии, выдающийся судебный и политический оратор, мемуарист.
- 1867 — Кристиан Биркеланд (ум. 1917), норвежский учёный, первым объяснивший суть полярного сияния.
- 1873 — Валерий Брюсов (ум. 1924), русский писатель, переводчик, литературовед, литературный критик.
- 1874 — Иосиф Левин (ум. 1944), российско-американский пианист и педагог.
- 1876 — Николай Духонин (убит в 1917), генерал-лейтенант, Верховный главнокомандующий Русской армией в конце 1917 г.
- 1877 — Деодат Роше[фр.] (ум. 1978), французский историк катаризма, антропософ, философ.
- 1882 — Лев Карсавин (ум. 1952), русский философ, историк, поэт.
- 1884 — Отто Ольсен (ум. 1953), норвежский стрелок из винтовки, 4-кратный олимпийский чемпион
- 1887 — Дьёрдь Пойа (ум. 1985), венгерский, швейцарский и американский математик, популяризатор науки.
- 1893 — Микола Хвылевой (наст. имя Николай Фитилёв; погиб в 1933), украинский писатель и публицист.

### XX век
- 1902 — Толкотт Парсонс (ум. 1979), американский социолог-теоретик.
- 1903 — Евгений Петров (наст. фамилия Катаев; погиб в 1942), русский советский писатель.
- 1906 — Марина, герцогиня Кентская (ум. 1968), греческая принцесса, правнучка Александра II.
- 1907 — Теодор Буйницкий (убит в 1944), польский поэт и журналист.
- 1908 — Ростислав Плятт (ум. 1989), актёр театра и кино, мастер художественного слова, народный артист СССР.
- 1910:
  - Ван Хефлин (ум. 1971), американский актёр;
  - Михаил Посохин (ум. 1989), советский архитектор.
- 1913 — Морис Слободской (ум. 1991), советский прозаик, драматург, сценарист и поэт.
- 1923 — Антони Тапиес (ум. 2012), испанский каталонский художник, скульптор и теоретик искусства.
- 1923 — Филип Уоррен Андерсон (ум. 2020), американский физик-теоретик, лауреат Нобелевской премии (1977).
- 1926 — Джордж Роден (ум. 2024), ямайский легкоатлет (бег на короткие дистанции, эстафетный бег), двукратный олимпийский чемпион (1952), олимпийский и мировой рекордсмен.
- 1927 — Леонид Марков (ум. 1991), актёр театра и кино, народный артист СССР.
- 1928
  - Велта Вилциня (ум. 1995), латвийская артистка балета, народная артистка СССР.
  - Ютта Мюллер (ум. 2023), крупнейший немецкий (ГДР) тренер по фигурному катанию. Герой труда ГДР (1984).
- 1929 — Кристофер Пламмер (ум. 2021), канадский актёр.
- 1930 — Николай Рыбников (ум. 1990), актёр, народный артист РСФСР.
- 1936 — Ага-хан IV, имам низаритской общины, миллиардер, филантроп.
- 1948 — Тед Ньюджент, американский гитарист, певец, автор песен, продюсер.
- 1950 — Людмила Сенчина (ум. 2018), советская и российская певица, актриса, народная артистка РФ.
- 1957 — Стив Бушеми, американский актёр кино и телевидения, лауреат премий «Эмми», «Золотой глобус».
- 1959 — Хейно Энден, советский эстонский баскетболист, чемпион мира и Европы.
- 1964 — Кришьянис Кариньш, латвийский политик, президент министров Латвии (2019—2023).
- 1967 — Джейми Фокс (наст. имя Эрик Марлон Бишоп), американский актёр, певец, лауреат «Оскара», «Золотого глобуса» и др.
- 1969:
  - Мурат Насыров (погиб в 2007), казахстанский и российский певец и композитор;
  - Сергей Фёдоров, советский и российский хоккеист, трёхкратный обладатель Кубка Стэнли, трёхкратный чемпион мира.
- 1971 — Алексей Зимин, (ум. 2024), российский журналист, телеведущий, ресторатор, предприниматель и шеф-повар.
- 1975 — Том Делонг, американский музыкант, вокалист и гитарист панк-рок- и поп-рок-группы blink-182.
- 1979 — Нейтан Уилмот, австралийский яхтсмен, олимпийский чемпион (2008).
- 1982 — Элиза Ди Франчиска, итальянская фехтовальщица на рапирах, двукратная олимпийская чемпионка (2012), многократная чемпионка мира и Европы.
- 1984 — Санти Касорла, испанский футболист, чемпион Европы (2008 и 2012).
- 1985 — Фрида Хансдоттер, шведская горнолыжница, олимпийская чемпионка (2018), пятикратный призёр чемпионатов мира.
- 1989:
  - Хеллен Обири, кенийская бегунья, чемпионка мира;
  - Тейлор Свифт, американская кантри-певица, автор песен, продюсер, режиссёр, актриса.
- 1991 — Владимир Тарасенко, российский хоккеист, двукратный обладатель Кубка Стэнли (2019, 2024).

## Скончались
См. также: Категория:Умершие 13 декабря

### До XIX века
- 1124 — Каликст II (в миру граф Гвидо, или Ги Бургундский; р. ок. 1060), 162-й Папа Римский (1119—1124).
- 1204 — Маймонид (р. 1135), испанский философ, еврейский просветитель, толкователь Талмуда.
- 1250 — Фридрих II (р. 1194), император Священной Римской империи (1220—1250).
- 1466 — Донателло (наст. имя Донато ди Никколо ди Бетто Барди; р. ок. 1386), итальянский скульптор.
- 1516 — Иоганн Тритемий (р. 1462), немецкий учёный, аббат, христианский гуманист, один из основоположников криптографии.
- 1521 — Мануэл I (р. 1469), 5-й король Португалии (1495—1521), из Ависской династии.
- 1565 — Конрад Геснер (р. 1516), швейцарский естествоиспытатель, филолог и библиограф.
- 1754 — Махмуд I (р. 1696), 24-й султан Османской империи (1730—1754).
- 1774 — Сусанна Екатерина фон Клеттенберг (р. 1723), немецкая монахиня и поэтесса.
- 1784 — Сэмюэл Джонсон (р. 1709), английский критик, эссеист и поэт.

### XIX век
- 1863 — Кристиан Фридрих Хеббель (р. 1813), немецкий драматург.
- 1867 — Артур Гротгер (р. 1837), польский художник.
- 1883 — Пьер Мартэн Виктор Ришар де Лапрад (р. 1812), французский поэт, член Французской академии.
- 1889 — Владислав Вислицкий (р. 1829), польский пианист, композитор, музыкальный критик, педагог.

### XX век
- 1904 — Николай Склифосовский (р. 1836), российский хирург.
- 1909 — Иннокентий Анненский (р. 1855), русский поэт, драматург, критик, переводчик.
- 1911 — Николай Бекетов (р. 1827), российский учёный, один из основоположников физической химии и химической динамики.
- 1922 — Джон Уильям Годвард (р. 1861), английский художник-неоклассицист.
- 1930 — Фриц Прегль (р. 1869), австрийский химик, лауреат Нобелевской премии (1923).
- 1934 — Хосе Сантос Чокано (р. 1875), перуанский поэт и дипломат.
- 1935 — Франсуа Огюст Виктор Гриньяр (р. 1871), французский химик, лауреат Нобелевской премии (1912).
- 1944 — Василий Кандинский (р. 1866), русский художник, один из основоположников абстракционизма.
- 1947 — Николай Рерих (р. 1874), русский художник, философ, археолог, путешественник, общественный деятель.
- 1955 — Антониу Эгаш Мониш (р. 1874), португальский психиатр и нейрохирург, лауреат Нобелевской премии (1949).
- 1955 — Леон Верт (р. 1878), французский прозаик и литературный критик, друг Октава Мирбо и Антуана де Сент-Экзюпери.
- 1961 — Анна Мэри Мозес (р. 1860), американская художница, одна из главных представителей примитивизма в живописи.
- 1967 — Валерия Барсова (р. 1892), оперная певица, педагог, общественный деятель, народная артистка СССР.
- 1971 — Семён Саркисов (р. 1895), советский невролог и нейрофизиолог, академик АМН СССР.
- 1982 — погиб Виталий Дараселия (р. 1957), советский футболист, мастер спорта международного класса.
- 1984 — покончил с собой Николай Щёлоков (р. 1910), министр внутренних дел СССР в 1966—1982.
- 1988 — Фёдор Решетников (р. 1906), советский живописец и график, вице-президент АХ СССР (1974—1987).
- 1994 — Ольга Рубцова (р. 1909), советская шахматистка, четвёртая чемпионка мира по шахматам.
- 1995 — Анатолий Дятлов (р. 1931), по официальной версии, главный виновник аварии на ЧАЭС.

### XXI век
- 2001 — Чак Шульдинер (р. 1967), автор песен, гитарист и вокалист американской метал-группы «Death».
- 2002 — Насер Кульсариев (р. 1958), казахский поэт-бард, продюсер, композитор.
- 2003 — Се Тянь (наст. имя Се Хункунь; р. 1914), актёр, режиссёр, один из основоположников китайского кино.
- 2007 — Акива Яглом (род. 1921), советский и американский физик и математик, брат-близнец математика Исаака Яглома.
- 2009
  - Исаак Магитон (р. 1922), советский кинорежиссёр, сценарист.
  - Пол Самуэльсон (р. 1915), американский экономист, лауреат Нобелевской премии по экономике (1970).
- 2012 — Наталья Кустинская (р. 1938), актриса театра и кино, заслуженная артистка Российской Федерации.
- 2020 — Андрей Сапунов (р. 1956), российский вокалист, гитарист и бас-гитарист, автор песен. Музыкант группы «Воскресение», в которой играл почти с самого её основания до 2016 года. Ранее принимал участие в коллективах «Цветы», «Самоцветы».

## Приметы
Андреева ночь. Гадальный день. Святой Андрей. Андрей Первозванный.
В старину на Андрея наслушивали воду: поутру шли на реку, рубили прорубь, прежде чем зачерпнуть воды, опускались на колени на краю проруби, прижимались ухом ко льду и слушали:
- Когда шумная вода, то надо ждать метели, стужи.
- Когда тихая вода на Андреев день, то зима будет тихой, хорошей[6][7].